# Friedhelm Klein
Friedhelm Klein (* 29. Oktober 1940 in München) ist ein deutscher Offizier (Oberst a. D.) und Militärhistoriker. Er war von 1998 bis 2001 Amtschef des Militärgeschichtlichen Forschungsamtes.

## Leben
Klein leistete nach dem Abitur am Karl-Friedrich-Gymnasium Mannheim als Reserveoffizieranwärter Wehrdienst bei der Bundeswehr. Zuletzt bekleidete er den Dienstgrad eines Leutnants der Reserve. Von 1960 bis 1965 studierte er Mittlere und Neuere Geschichte und Politische Wissenschaften an der Ruprecht-Karls-Universität Heidelberg (M.A.).
1966 war er Wiedereinsteller bei der Bundeswehr; er diente zunächst als Offizier des Truppendienstes in verschiedenen Verwendungen u. a. als Kompaniechef. Er wurde später Historikerstabsoffizier im Militärgeschichtlichen Forschungsamt (MGFA) in Freiburg im Breisgau. Klein absolvierte in den 1970er Jahren die Führungsakademie der Bundeswehr (FüAkBw) in Hamburg und war ebendort als Dozent für Wehrgeschichte tätig. In Freiburg leitete er von 1983 bis 1987 die Abteilung  „Ausbildung, Information, Fachstudien“ (AIF). Von 1987 bis 1997 war er Referatsleiter (u. a. Innere Führung) im Bundesministerium der Verteidigung (BMVg) in Bonn. Von 1997 bis 2001 war er als Oberst i. G. Amtschef des MGFA in Potsdam und Präsident der Deutschen Kommission für Militärgeschichte. Er veröffentlichte u. a. in der Militärgeschichtlichen Zeitschrift (MGZ). Von 1999 bis 2003 war Klein Präsident der European Military Press Associations.
Von 2008 bis 2014 war er ehrenamtlicher Vorsitzender der Stadtsynode der Evangelischen Kirche in Mannheim. Klein war Vorsitzender der Vereinigung der Freunde des Wehrgeschichtlichen Museums Schloss Rastatt e. V.

## Schriften (Auswahl)
Klein veröffentlichte u. a. folgende Beiträge in Sammelbänden:
- Militärgeschichte in der Bundesrepublik Deutschland. In: Militärgeschichte in Deutschland und Österreich vom 18. Jahrhundert bis in die Gegenwart (= Vorträge zur Militärgeschichte. Band 6). Mittler, Herford u. a. 1985, ISBN 3-8132-0214-3, S. 183–214.
- Der Beruf des Offiziers. Seine Entwicklung und historische Einordnung. In: Peter H. Blaschke: De officio. Zu den ethischen Herausforderungen des Offiziersberufs.  Hrsg. im Auftrag des Evangelischen Militärbischofs vom Evangelischen Kirchenamt für die Bundeswehr, Evangelische Verlagsanstalt, Leipzig 2000, ISBN 3-374-01787-8, S. 13–35.
- Aspekte militärischen Führungsdenkens in Geschichte und Gegenwart. In: Gerhard P. Groß (Hrsg.): Führungsdenken in europäischen und nordamerikanischen Streitkräften im 19. und 20. Jahrhundert (= Vorträge zur Militärgeschichte. Band 19). Im Auftrag des Militärgeschichtlichen Forschungsamtes, Mittler, Hamburg u. a. 2001, ISBN 3-8132-0762-5, S. 11–17.
- Die preußische Armee. In: Karl-Günther von Hase, Reinhard Appel (Hrsg.): Preußen, 1701/2001. Eco, Köln 2001, ISBN 3-934519-80-6, S. 38–43.